# بسط (تشريح)
البسط في التشريح هو التفاف الساعد لكي تواجه راحة اليد إلى الأمام. اليد تكون مبسوطة (مواجهة للأمام) في الوضعية التشريحية. هذه العملية تتم بواسطة العضلة ذات الرأسين العضدية Biceps brachii والعضلة الباسطة supinator muscle. البسط هو عكس الكب.

## معرض الصور

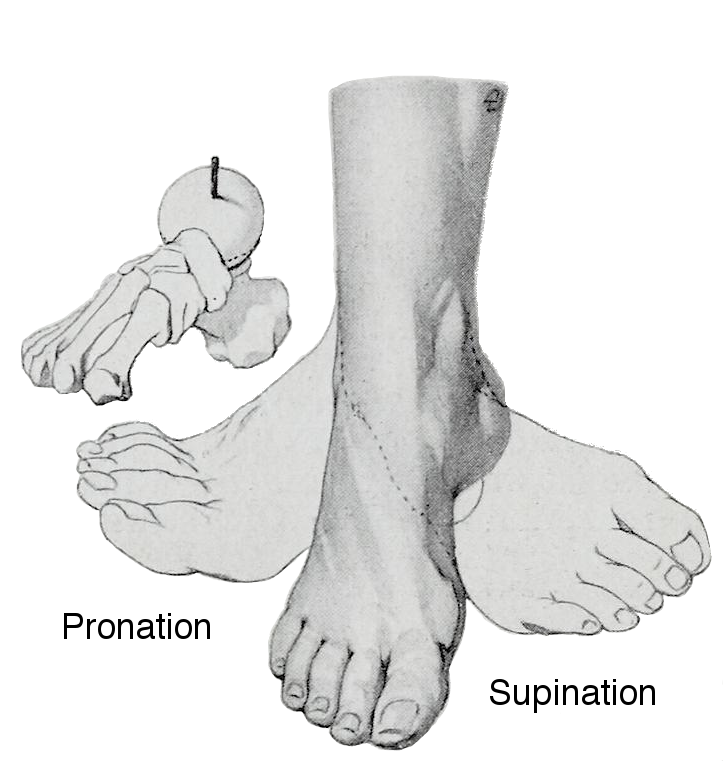
اليمين بسط (الوسط) واليسار كب.
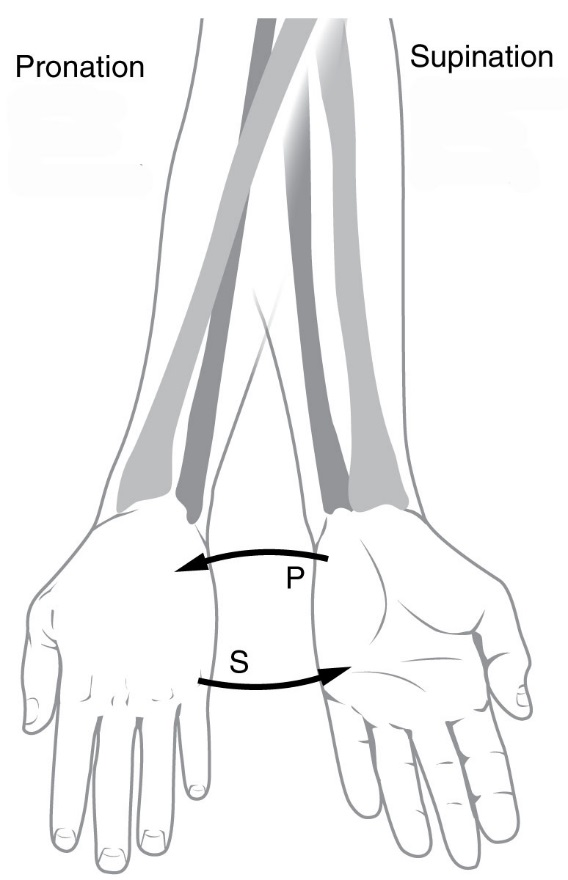
اليمين بسط واليسار كب.